# Hans-Oiseau Kalkmann
Hans-Werner Kalkmann  (* 27. Juni 1940 in Ullersdorf a. Queis, Landkreis Bunzlau, Schlesien;
Pseudonym: Hans-OISEAU) ist ein deutscher Bildhauer, Fotograf und Aktionskünstler.

## Leben

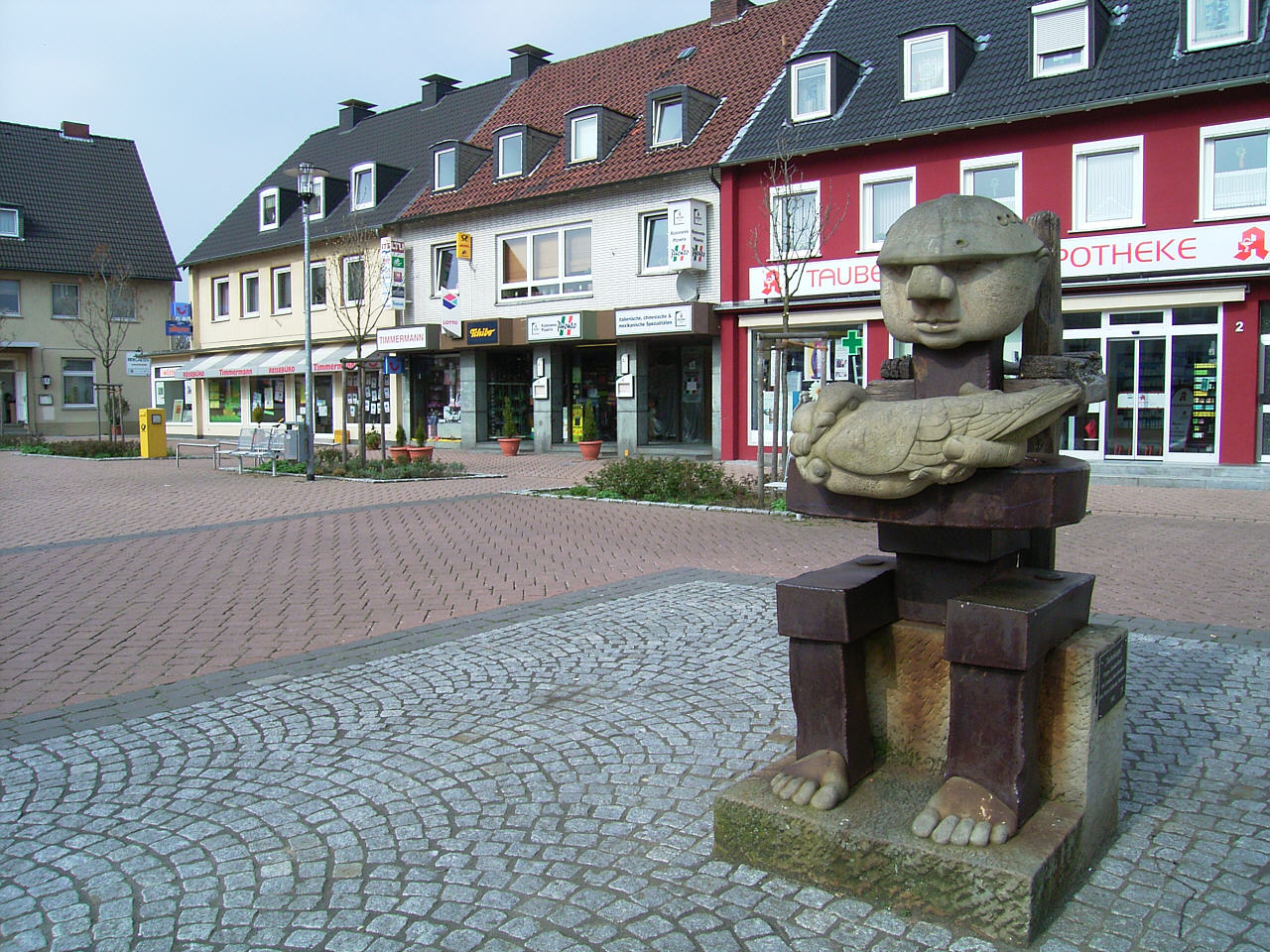
Taubenkasper der Gruppe „Kontakt-Kunst“ (Otto Almstadt, Moritz Bormann, Hans-Oiseau Kalkmann), 1981 in Bodenburg geschaffen, Standort Unna-Königsborn (Foto: 2006)

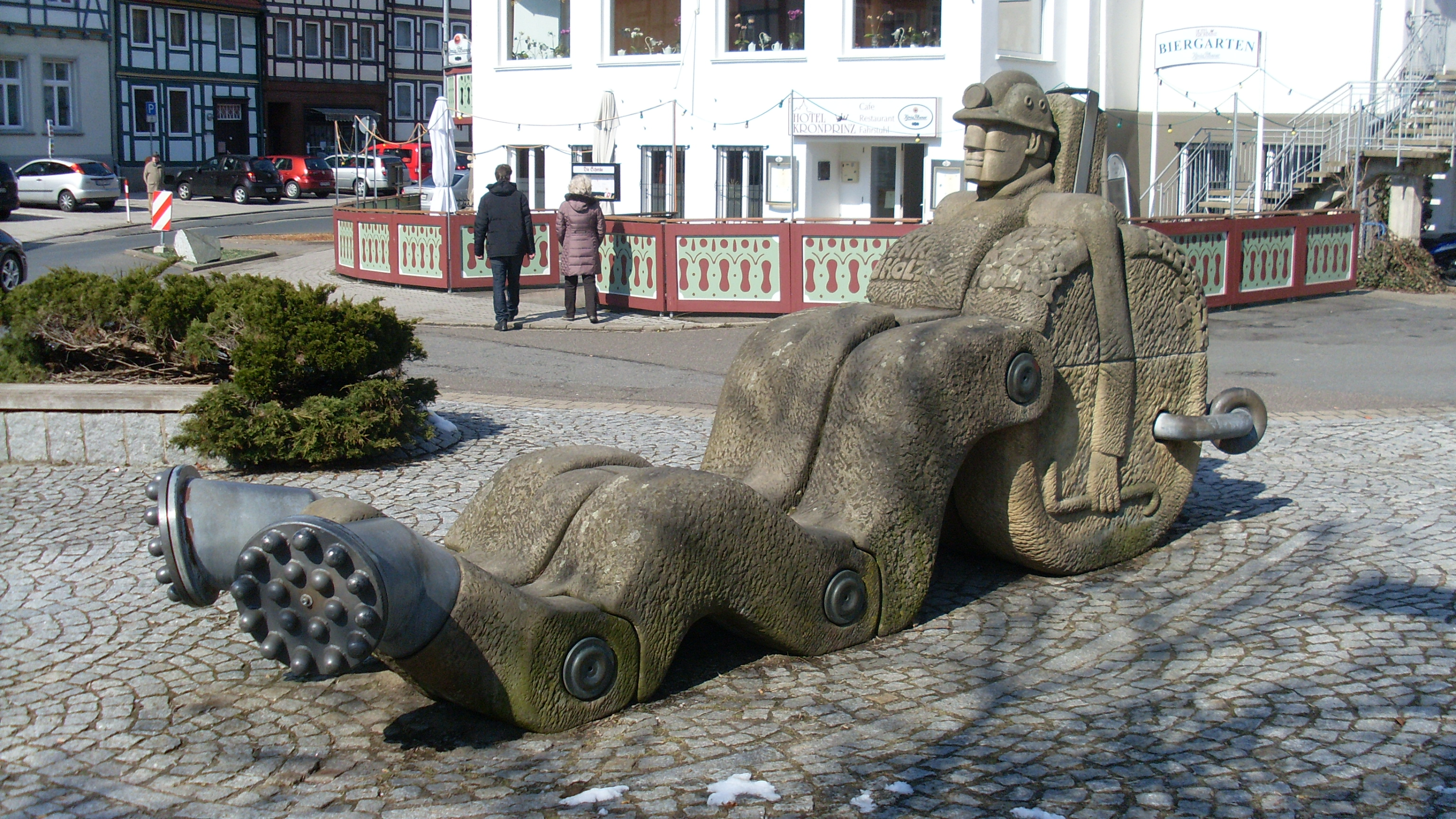
Der Soltmann in Bad Salzdetfurth, „15. Gemeinschaftsarbeit von Otto Almstadt, Hans-Oiseau Kalkmann, Klaus Müller-Klug“ u.A., 1986 (Foto: 2013)

Hans-Werner Kalkmann studierte von 1958 bis 1960 an der Werkkunstschule Braunschweig Gebrauchsgrafik und absolvierte anschließend eine Modellbauerlehre im Volkswagenwerk Wolfsburg. Danach begann er ein Studium an der PH Alfeld mit dem Schwerpunkt Bildende Kunst. Kalkmann beschäftigte sich schon sehr früh mit Problemen der Umwelt und hier besonders mit der Wasserproblematik, was 1970 zur Gründung der central administration of artistic environment defence führte.
Von 1969 bis 1973 lehrte Kalkmann an der Wissenschaftlichen Hochschule Hildesheim und erhielt eine Gastprofessur an der École Cantonale des Beaux-Arts, Lausanne. Von 1970 bis 1973 arbeitete er mit Tom J. Gramse als team: gramse / kalkmann zusammen.
Seit 1974 lebt Kalkmann in Bodenburg, wo er als Kunstlehrer an der dortigen Grundschule lehrte und später in den 1980er Jahren auf dem Gelände von Schloss Bodenburg der Familie von Cramm seine Werkstatt einrichtete.
An der FH Aachen hatte Kalkmann von 1989 bis 1995 einen Lehrauftrag im Fachbereich Architektur inne. Seit 1974 war er Mitglied der Gruppe Kontakt-Kunst mit Otto Almstadt und Moritz Bormann, die 1986 aufgelöst wurde. Seit 1987 werden die Kontakt-Kunst-Aktionen unter dem Namen Kalkmann Kontakt-Kunst fortgeführt.
1991 gründete Hans-Werner Kalkmann den Kunstverein Bad Salzdetfurth, dessen Vorsitzender er seit 1993 ist. Kalkmann ist Mitglied der Kulturpolitischen Gesellschaft (Bonn).

## Werk

### Einzelausstellungen (Auswahl)
- 1967 Galerie im Witwenhaus, Wolfsburg
- 1969 Galerie im Kolpinghaus, Stuttgart
- 1970 Galerie im Centre, Göttingen
- 1971 Beaux-Arts-Galérie, Lausanne (Schweiz)
- 1972 Fecek-Galerie, Budapest (Ungarn)
- 1973 New Reform Gallery, Aalst (Belgien)
- 1992 Zehntscheune, Freden
- 1995 Stiftskirche St. Alexandri, Einbeck
- 1999 Schlossmuseum, Malbork (Polen)
- 2006 Kunstgebäude Schlosshof, Bodenburg
- 2015 Kunstverein Bad Salzdetfurth, Bodenburg

### Gruppenausstellungen (Auswahl)
- 1969 Junge Stadt sieht junge Kunst, Wolfsburg, Oberhausen
- 1969 Operationen, Kassel
- 1970 water-art, Katingsiel
- 1970 Memorandum Ancona, Lausanne (Schweiz)
- 1971 Situation/Concepts, Innsbruck, Salzburg, Wien (Österreich)
- 1971 Gruppen-Arbeiten, Baden-Baden
- 1971 Biennale de Paris / Section envois, Paris (Frankreich)
- 1972 Implosion, Lausanne (Schweiz)
- 1972 The Marcel Duchamp Show, San Bernardino Kalifornien (USA)
- 1972 Service Pollution, Neuchâtel (Schweiz)
- 1972 Communications, Sydney  (Australien)
- 1972 Reykjavík Arts Festival, Reykjavík  (Island)
- 1972 re-cycle, Tokyo (Japan)
- 1972 Verkehrskultur, Münster
- 1973 Tell 73, Zürich Lugano, Bern, Lausanne (Schweiz)
- 1973 Nature Art, Lund (Schweden)
- 1974 5. Biennale internationale de la gravure, Kraków (Polen)
- 2008 Konzept Konceptió Szemel Vények, Budapest (Ungarn)
- 2008 einen AUGEN-Blick, bitte, Bodenburg

### Werke im öffentlichen Raum
Seit Beginn der 1980er-Jahre in vielen deutschen Städten Realisierung von Skulpturen und Wasserskulpturen, so beispielsweise in
Hamburg (1983), Unna/West (1984), Hann. Münden (Wasserspuren, 2000), Sarstedt und Einbeck (2014).

## Preise
- Forum, Preisträger Wettbewerb der Uni Bremen (Sportbereich) (mit O.Almstadt und Moritz Bormann) / Bremen 1975.
- Integration des Menschen in seine Stadt, Rosenthal Studiopreis (mit O.Almstadt und M. Bormann) / Selb 1976.
- Schrift-Linie, 1. Preis, Kunst im öffentlichen Raum / Ahlen/West. 1986.
- Die Kraft des Wassers, 1. Preis, Brunnenwettbewerb / Ahlen/Westf. 1988.
- Orte für die Jugend, Brandenburger Architekturpreis / Fürstenberg/Havel 2001.
- Marktbrunnen, 1. Preis, Gestaltungswettbewerb Marktplatz / Pasewalk 2002.
- Wasserskulptur, 1. Preis, Marktplatz St. Marienkirche / Ahaus 2005.
- Wasserskulptur: Quellen - Fliessen, 1. Preis, Platzgestaltung vor Liebfrauenkirche / Schotten 2011.
- Wasserskulptur: global denken - lokal handeln, 1. Preis, Brunnen für Strohgäu und Sudd (Südsudan) / Ditzingen 2019.

## Kataloge
- Implosion, museé experimental 3. Otth, Groh, Huber, Urban, Zaugg, Bertin, Camesi, Gramse, Minkoff, Villalba, Olivotto, Kalkmann, Ducimetiere, Brocklehurst 1972. Katalog. Musée cantonal des beaux-arts de Lausanne, Lausanne 1972.
- Montreux Espace Situation 72. avec la participation de Tom J. Gramse, Klaus Groh, Hans-OISEAU Kalkmann uva.; 1972. Katalog. L’Office du Tourisme de Montreux et la Galerie Impact, Lausanne - Montreux 1972.
- Verkehrskultur Kurator Klaus Honnef mit Michael Badura, F. Gräsel, Rune Mields, H.A. Schult, Tilman Osterwold u. a. Katalog. Westfälischer Kunstverein, Münster 1972.
- I AM STILL ALIVE On Kawara Katalog. Edition René Block, Berlin 1978.
- The Intern. Drawing Triennial, Wroclaw Muzeum Architektury. Katalog. Wrocław 1978.
- Allgemeines Lexikon der Kunstschafenden Band 2, arte factum Verlag, Nürnberg 1987
- Weizen-Objekte Hans-OISEAU Kalkmann. Katalog. St. Alexandri, Einbeck 1995.
- Hans-OISEAU w Malborku. Katalog. Muzeum Zamkowe w Malborku, Malbork, Polen 1999.
- Wasserspuren - Wasser sichtbar machen Katalog, Hann.Münden 2000
- Er fliegt und fliegt, Katalog intern. Gruppenausstellung Kunstverein Bad Salzdetfurth 2001
- Bocca della veritá, Katalog Kunstgebäude Schlosshof Bodenburg, 2004.
- Hans-OISEAU Kalkmann: Im Chaos, die ordnende Hand - Dans le chaos, la main qui ordonne , Katalog Einzelausstellung Kunstverein Bad Salzdetfurth 2015